# 道の駅くるくる なると
道の駅くるくる なると（みちのえき くるくる なると）は、徳島県鳴門市大津町にある国道11号の道の駅である。

## 概要
2022年（令和4年）4月29日に開駅。徳島県内では18番目、四国では89か所目の道の駅として開業した。駅名となっている「くるくる」とは、鳴門海峡で見られる渦潮と千客万来の意味が込められている。
施設のコンセプトは「（体験型）食のテーマパーク」。鳴門市特産のさつまいも「鳴門金時」などの地元特産品が販売されている。また、施設の入口にはさつまいものオブジェが設置されている。

## 施設
- 駐車場 171台 - 開業後渋滞が発生していることから、2023年度に増設を予定している[10]。
  - 普通車：152台[8]
  - 大型車：16台[8]
  - 身障者用：3台[8]
- トイレ 24器

物販施設
- 1階
  - ホレタテキッチン（カフェ、10:00 - 17:00）
  - おいも、なる。（洋菓子）
  - 芋屋鳴福（和菓子）
  - ベーカリーイモホレタ（ベーカリー）
  - ナルトエエモン（ファストフード、9:00 - 16:00）[9]
  - 鳴門ほれぼれプリン（プリン専門店）
  - マルシェ・物販コーナー
  - 道 DELI（惣菜）
  - おさかな海鮮市場 とと丸（テイクアウト専門店）
  - くるくるなると 大渦食堂（食堂、10:00 - 17:00）[8]

- 2階
  - 屋内休憩室
  - 見晴らしデッキ（展望デッキ）

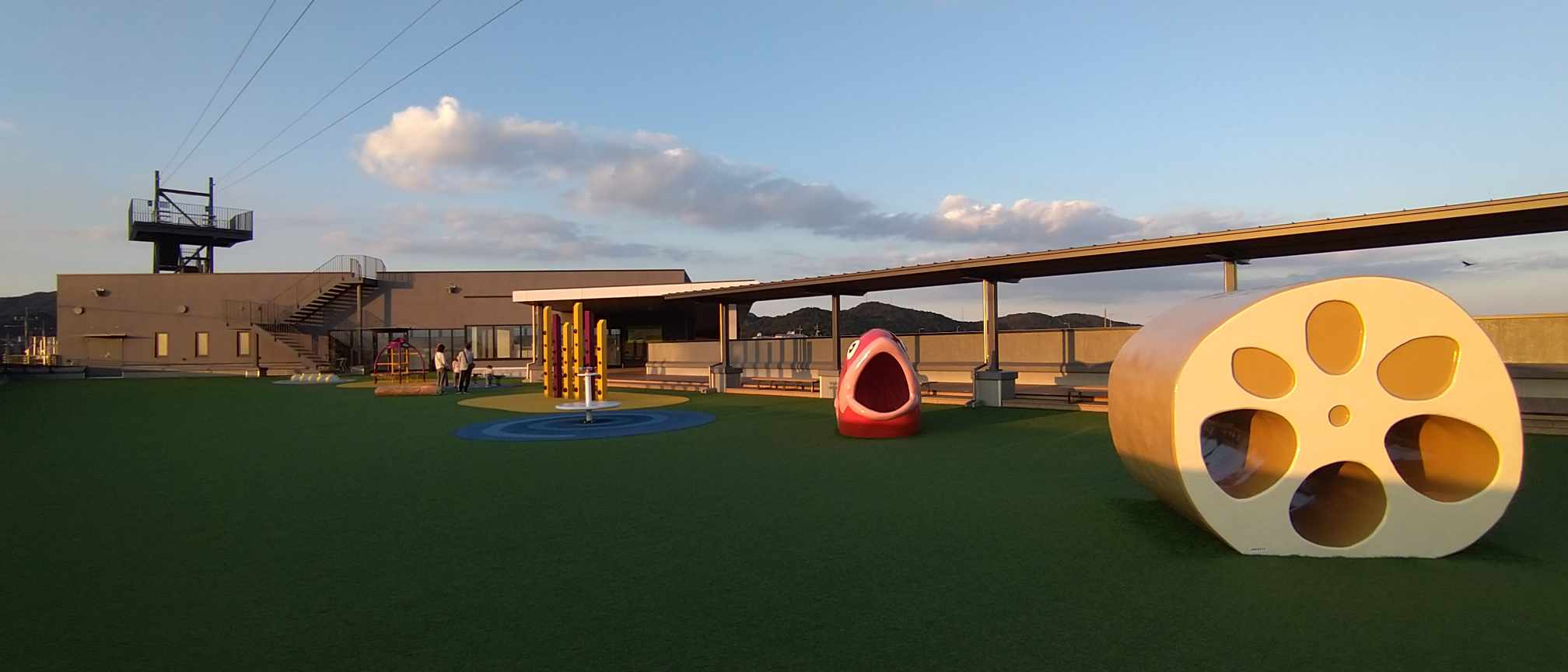
2階 屋上広場

  - 屋上広場 - 鳴門市の特産品をモチーフとした遊具「れんこんトンネル・うずくる・たけちくわタリ・さつまいもジム・ナシトビ・はすプリング・いもスティックライミング・かまれタイ」が備えられている[9]。
  - ジップライン（10:00 - 16:00、完全予約制）[8]

営業時間は、特記がないものはすべて9:00 - 17:00。
管理団体
- 設置者：鳴門市
- 指定管理者：株式会社TTC[7][10]

施設整備
- 基本設計：株式会社寒川建築研究所
- 実施設計/監理：株式会社ニュージェック
- 建築工事：井上建設株式会社
- 電気設備工事：株式会社徳島エムテック
- 菅工事：株式会社吉崎設備工業
- 内装設計/工事：株式会社TTC[7][10]

## 休館日
- 年中無休[8]

## アクセス
- 国道11号 - 登録路線[4][6]

自動車
- 神戸淡路鳴門自動車道・高松自動車道鳴門IC[6][10]より約3分。

路線バス
- 徳島バス鳴門線（中喜来バイパス経由）、立道線、鳴門大麻線（3路線とも一部便）「道の駅くるくる なると」バス停下車 - 開駅日[11]より経由開始。
- 淡路交通淡路・徳島線（急行便のみ）「道の駅くるくる なると」バス停下車 - 2022年6月20日[12]より経由開始。

鉄道
- 四国旅客鉄道（JR四国）鳴門線 教会前駅より徒歩約18分。

## メディア
- YouTube『エガちゃんねる』（2024年4月19日） - 徳島とくとくターミナルにいたファンの紹介で江頭2:50が当施設を訪問。鳴門市長泉理彦と共演。